# Настоящие скорпионницы
Настоящие скорпионницы, или скорпионовые мухи (лат. Panorpidae) — семейство насекомых из отряда скорпионниц, получившие своё название за характерный вид брюшка у самцов. 420 видов.

## Описание
Длина 9—25 мм. Ротовой аппарат грызущего типа находится на клювовидно вытянутой и направленной книзу голове. Обитают в затененных сырых местах. Питаются мертвыми насекомыми, гниющими растительными и животными остатками. Личинки похожи на гусениц бабочек, но имеют 8 пар брюшных ног.
В рацион скорпионниц входит также и сок ягодных кустарников. К примеру, на юге Западной Сибири скорпионницы немало вредят урожаю серебристой смородины, называемой в обиходе чёрным барбарисом, высасывая сок из спелых ягод.

## Распространение
Европа, Азия, Северная Америка (Канада, США, Мексика). В Европе 16 видов.

## Видовое разнообразие в России
- Panorpa alpina Rambur, 1842 — СЗ, В Европейской России; Европа
- Panorpa amurensis McLachlan, 1887 — юг Дальнего Востока России (Амурская область, Еврейская АО, юг Хабаровского края, Приморский край); СВ Китай, Корея, Япония
- Panorpa arcuata (Navás, 1912) — Кавказ
- Panorpa caucasica McLachlan, 1869 — Кавказ; Иран
- Panorpa cognata Rambur, 1842 — Европейская Россия; Центральная Европа
- Panorpa connexa McLachlan, 1869 — юг Европейской России, Кавказ; СВ Турция
- Panorpa communis Linnaeus, 1758 — Европейская Россия, Сибирь; Европа, СВ Казахстан
- Panorpa cornigera McLachlan, 1887 — юг Дальнего Востока России (юг Хабаровского края, Приморский край); СВ Китай, Корея, Япония
- Panorpa germanica Linnaeus, 1758 — Европейская Россия; Европа
- Panorpa hybrida McLachlan, 1882 — Европейская Россия; Восточная Европа
- Panorpa indivisa Martynova, 1957 — юг Дальнего Востока России (юг Приморского края)
- Panorpa nigrirostris McLachlan, 1882 — Кавказ; Иран
- Panorpa okamotona Issiki, 1927 — юг Дальнего Востока России (Хасанский район Приморского края); Корея
- Panorpa orientalis McLachlan, 1887 (=sachalinensis Matsumura, 1911) — В Забайкалье, юг Дальнего Востока России (Амурская область, Еврейская АО, юг Хабаровского края, Приморский край, Сахалин); СВ Китай, Корея, Япония
- Panorpa picta Hagen, 1863 — Крым; Малая Азия
- Panorpa prjeri McLachlan, 1875 — юг Сахалина, Ю Курилы (Кунашир); Япония (Хоккайдо, Хонсю)
- Panorpa sibirica Esben-Petersen, 1915 — юг Дальнего Востока России (юг Хабаровского края, Приморский край); СВ Китай
- Panorpa similis Esben-Petersen, 1915 — Кавказ; Турция

## Палеонтология
Известно 10 ископаемых видов настоящих скорпионниц, древнейшие находки семейства происходят из средней юры Китая.

## Охрана
Несколько видов включены в Красную книгу Ленинградской области (Panorpa cognata, Panorpa germanica, Panorpa hybrida).

## Классификация
- Род Leptopanorpa MacLachlan, 1875 (12 видов) — Ява, Суматра.
- Род Neopanorpa Weele, 1909 (136 видов) — южная Азия
- Род Panorpa Linnaeus, 1758 (269 видов)
  - Вид Скорпионница обыкновенная (Panorpa communis Imhoff & Labram, 1845)
- Род Sinopanorpa (3 вида)

## Галерея
- Голова
- Гениталии самца
- Panorpa communis
- Panorpa vulgaris